# Mamadou Fofana
Mamadou Fofana (Bamako, 21 gennaio 1998) è un calciatore maliano, difensore o centrocampista del N.E. Revolution e della nazionale maliana.

## Caratteristiche tecniche
Fofana nasce come difensore centrale. Durante la sua esperienza a Metz è stato adattato anche come mediano in un centrocampo a 3.

## Carriera

### Club
Fofana inizia a giocare a calcio in patria, allo Stade Malien. Nel 2016 viene acquistato dai turchi dell'Alanyaspor. Dopo essere stato prestato al Bandirmaspor per 6 mesi nel gennaio 2017, Fofana diventa titolare nell'Alanyaspor per la stagione 2017-2018.
Il 5 luglio 2018 Fofana si trasferisce al Metz firmando un contratto quadriennale. Nel corso della sua prima stagione, grazie ad una intuizione dell'allenatore Frédéric Antonetti, Fofana viene schierato come centrocampista, rivelandosi una delle sorprese del campionato, che si conclude con la promozione del Metz in Ligue 1. Nei due anni successivi in Ligue 1 Fofana perde posizioni nelle gerarchie della squadra, diventando quindi una riserva e faticando a trovare spazio tra i titolari. Proprio per questo, il 12 agosto 2021 Fofana è ceduto a titolo definitivo all'Amiens, militante in Ligue 2.

### Nazionale
Ha giocato nelle nazionali giovanili maliane Under-17 ed Under-20.
Ha esordito con la nazionale maggiore maliana il 6 ottobre 2017 in occasione del match di qualificazione per la Mondiali 2018 pareggiato 0-0 contro la Costa d'Avorio.
Nel 2019 prende parte alla Coppa d'Africa in Egitto.

## Statistiche

### Presenze e reti nei club
Statistiche aggiornate all'8 agosto 2021.
| Stagione             | Squadra           | Campionato        | Campionato | Campionato | Coppe nazionali | Coppe nazionali | Coppe nazionali | Coppe continentali | Coppe continentali | Coppe continentali | Altre coppe | Altre coppe | Altre coppe | Totale | Totale |
| Stagione             | Squadra           | Comp              | Pres       | Reti       | Comp            | Pres            | Reti            | Comp               | Pres               | Reti               | Comp        | Pres        | Reti        | Pres   | Reti   |
| -------------------- | ----------------- | ----------------- | ---------- | ---------- | --------------- | --------------- | --------------- | ------------------ | ------------------ | ------------------ | ----------- | ----------- | ----------- | ------ | ------ |
| 2016- gen. 2017      | Alanyaspor        | SL                | 1          | 0          | TK              | 0               | 0               | -                  | -                  | -                  | -           | -           | -           | 1      | 0      |
| gen. 2017- giu. 2017 | Bandırmaspor      | 1. Lig            | 10         | 0          | TK              | 0               | 0               | -                  | -                  | -                  | -           | -           | -           | 10     | 0      |
| 2017-2018            | Alanyaspor        | SL                | 24         | 0          | TK              | 2               | 0               | -                  | -                  | -                  | -           | -           | -           | 26     | 0      |
| Totale Alanyaspor    | Totale Alanyaspor | Totale Alanyaspor | 25         | 0          |                 | 2               | 0               |                    | 0                  | 0                  |             | -           | -           | 27     | 0      |
| 2018-2019            | Metz              | L2                | 32         | 0          | CF+CdL          | 4+3             | 0               | -                  | -                  | -                  | -           | -           | -           | 39     | 0      |
| 2019-2020            | Metz              | L1                | 20         | 0          | CF+CdL          | 0+1             | 0               | -                  | -                  | -                  | -           | -           | -           | 21     | 0      |
| 2020-2021            | Metz              | L1                | 16         | 0          | CF              | 3               | 0               | -                  | -                  | -                  | -           | -           | -           | 19     | 0      |
| 2021-2022            | Metz              | L1                | 1          | 0          | CF              | -               | -               | -                  | -                  | -                  | -           | -           | -           | 1      | 0      |
| Totale Metz          | Totale Metz       | Totale Metz       | 69         | 0          |                 | 11              | 0               |                    | -                  | -                  |             | -           | -           | 80     | 0      |
| Totale carriera      | Totale carriera   | Totale carriera   | 104        | 0          |                 | 13              | 0               |                    | -                  | -                  |             | -           | -           | 117    | 0      |

### Cronologia presenze e reti in nazionale
| Cronologia completa delle presenze e delle reti in nazionale ― Mali | Cronologia completa delle presenze e delle reti in nazionale ― Mali | Cronologia completa delle presenze e delle reti in nazionale ― Mali | Cronologia completa delle presenze e delle reti in nazionale ― Mali | Cronologia completa delle presenze e delle reti in nazionale ― Mali | Cronologia completa delle presenze e delle reti in nazionale ― Mali | Cronologia completa delle presenze e delle reti in nazionale ― Mali | Cronologia completa delle presenze e delle reti in nazionale ― Mali |
| Data                                                                | Città                                                               | In casa                                                             | Risultato                                                           | Ospiti                                                              | Competizione                                                        | Reti                                                                | Note                                                                |
| ------------------------------------------------------------------- | ------------------------------------------------------------------- | ------------------------------------------------------------------- | ------------------------------------------------------------------- | ------------------------------------------------------------------- | ------------------------------------------------------------------- | ------------------------------------------------------------------- | ------------------------------------------------------------------- |
| 6-10-2017                                                           | Bamako                                                              | Mali                                                                | 0 – 0                                                               | Costa d'Avorio                                                      | Qual. Mondiali 2018                                                 | -                                                                   |                                                                     |
| 11-11-2017                                                          | Franceville                                                         | Gabon                                                               | 0 – 0                                                               | Mali                                                                | Qual. Mondiali 2018                                                 | -                                                                   | 14’                                                                 |
| 23-3-2018                                                           | Liegi                                                               | Giappone                                                            | 1 – 1                                                               | Mali                                                                | Amichevole                                                          | -                                                                   | 82’                                                                 |
| 9-9-2018                                                            | Giuba                                                               | Sudan del Sud                                                       | 0 – 3                                                               | Mali                                                                | Qual. Coppa d'Africa 2019                                           | -                                                                   |                                                                     |
| 12-10-2018                                                          | Yaoundé                                                             | Mali                                                                | 0 – 0                                                               | Burundi                                                             | Qual. Coppa d'Africa 2019                                           | -                                                                   |                                                                     |
| 16-10-2018                                                          | Bujumbura                                                           | Burundi                                                             | 1 – 1                                                               | Mali                                                                | Qual. Coppa d'Africa 2019                                           | 1                                                                   |                                                                     |
| 17-11-2018                                                          | Libreville                                                          | Gabon                                                               | 0 – 1                                                               | Mali                                                                | Qual. Coppa d'Africa 2019                                           | -                                                                   |                                                                     |
| 23-3-2019                                                           | Yaoundé                                                             | Mali                                                                | 3 – 0                                                               | Sudan                                                               | Qual. Coppa d'Africa 2019                                           | -                                                                   |                                                                     |
| 26-3-2019                                                           | Dakar                                                               | Senegal                                                             | 2 – 1                                                               | Mali                                                                | Amichevole                                                          | -                                                                   |                                                                     |
| 16-6-2019                                                           | Doha                                                                | Algeria                                                             | 3 – 2                                                               | Mali                                                                | Amichevole                                                          | -                                                                   |                                                                     |
| 24-6-2019                                                           | Suez                                                                | Mali                                                                | 4 – 1                                                               | Mauritania                                                          | Coppa d'Africa 2019 - 1º turno                                      | -                                                                   | 71’                                                                 |
| 28-6-2019                                                           | Suez                                                                | Tunisia                                                             | 1 – 1                                                               | Mali                                                                | Coppa d'Africa 2019 - 1º turno                                      | -                                                                   |                                                                     |
| 8-7-2019                                                            | Suez                                                                | Mali                                                                | 0 – 1                                                               | Costa d'Avorio                                                      | Coppa d'Africa 2019 - Ottavi di finale                              | -                                                                   |                                                                     |
| 5-9-2019                                                            | Dammam                                                              | Arabia Saudita                                                      | 1 – 1                                                               | Mali                                                                | Amichevole                                                          | -                                                                   |                                                                     |
| 13-10-2019                                                          | Port Elizabeth                                                      | Sudafrica                                                           | 2 – 1                                                               | Mali                                                                | Amichevole                                                          | -                                                                   |                                                                     |
| 14-11-2019                                                          | Bamako                                                              | Mali                                                                | 2 – 2                                                               | Guinea                                                              | Qual. Coppa d'Africa 2021                                           | -                                                                   |                                                                     |
| 17-11-2019                                                          | N'Djamena                                                           | Ciad                                                                | 1 – 4                                                               | Mali                                                                | Qual. Coppa d'Africa 2021                                           | -                                                                   |                                                                     |
| 9-10-2020                                                           | Antalya                                                             | Mali                                                                | 3 – 0                                                               | Ghana                                                               | Amichevole                                                          | -                                                                   |                                                                     |
| 13-11-2020                                                          | Bamako                                                              | Mali                                                                | 1 – 0                                                               | Namibia                                                             | Qual. Coppa d'Africa 2021                                           | -                                                                   |                                                                     |
| 6-6-2021                                                            | Blida                                                               | Algeria                                                             | 1 – 0                                                               | Mali                                                                | Amichevole                                                          | -                                                                   |                                                                     |
| 11-6-2021                                                           | Tunisi                                                              | Mali                                                                | 1 – 1                                                               | RD del Congo                                                        | Amichevole                                                          | -                                                                   |                                                                     |
| 7-10-2021                                                           | Agadir                                                              | Mali                                                                | 5 – 0                                                               | Kenya                                                               | Qual. Mondiali 2022                                                 | -                                                                   | 16’                                                                 |
| 10-10-2021                                                          | Nairobi                                                             | Kenya                                                               | 0 – 1                                                               | Mali                                                                | Qual. Mondiali 2022                                                 | -                                                                   |                                                                     |
| 14-11-2021                                                          | Agadir                                                              | Mali                                                                | 1 – 0                                                               | Uganda                                                              | Qual. Mondiali 2022                                                 | -                                                                   |                                                                     |
| 25-3-2022                                                           | Bamako                                                              | Mali                                                                | 0 – 1                                                               | Tunisia                                                             | Qual. Mondiali 2022                                                 | -                                                                   | 46’                                                                 |
| 29-3-2022                                                           | Radès                                                               | Tunisia                                                             | 0 – 0                                                               | Mali                                                                | Qual. Mondiali 2022                                                 | -                                                                   |                                                                     |
| 4-6-2022                                                            | Bamako                                                              | Mali                                                                | 4 – 0                                                               | Rep. del Congo                                                      | Qual. Coppa d'Africa 2023                                           | -                                                                   |                                                                     |
| 9-6-2022                                                            | Kampala                                                             | Sudan del Sud                                                       | 1 – 3                                                               | Mali                                                                | Qual. Coppa d'Africa 2023                                           | -                                                                   |                                                                     |
| 23-9-2022                                                           | Bamako                                                              | Mali                                                                | 1 – 0                                                               | Zambia                                                              | Amichevole                                                          | -                                                                   |                                                                     |
| 16-11-2022                                                          | Bir El Djir                                                         | Algeria                                                             | 1 – 1                                                               | Mali                                                                | Amichevole                                                          | -                                                                   |                                                                     |
| 24-3-2023                                                           | Bamako                                                              | Mali                                                                | 2 – 0                                                               | Gambia                                                              | Qual. Coppa d'Africa 2023                                           | -                                                                   |                                                                     |
| 28-3-2023                                                           | Casablanca                                                          | Gambia                                                              | 1 – 0                                                               | Mali                                                                | Qual. Coppa d'Africa 2023                                           | -                                                                   |                                                                     |
| 18-6-2023                                                           | Brazzaville                                                         | Rep. del Congo                                                      | 0 – 2                                                               | Mali                                                                | Qual. Coppa d'Africa 2023                                           | -                                                                   |                                                                     |
| 17-10-2023                                                          | Portimão                                                            | Arabia Saudita                                                      | 1 – 3                                                               | Mali                                                                | Amichevole                                                          | -                                                                   |                                                                     |
| 20-11-2023                                                          | Bamako                                                              | Mali                                                                | 1 – 1                                                               | Rep. Centrafricana                                                  | Qual. Mondiali 2026                                                 | -                                                                   |                                                                     |
| 6-1-2024                                                            | Bamako                                                              | Mali                                                                | 6 – 2                                                               | Guinea-Bissau                                                       | Amichevole                                                          | -                                                                   |                                                                     |
| 30-1-2024                                                           | Korhogo                                                             | Mali                                                                | 2 – 1                                                               | Burkina Faso                                                        | Coppa d'Africa 2023 - Ottavi di finale                              | -                                                                   | 90+3’                                                               |
| 3-2-2024                                                            | Bouaké                                                              | Mali                                                                | 1 – 2 dts                                                           | Costa d'Avorio                                                      | Coppa d'Africa 2023 - Quarti di finale                              | -                                                                   | 89’                                                                 |
| 11-6-2024                                                           | Johannesburg                                                        | Madagascar                                                          | 0 – 0                                                               | Mali                                                                | Qual. Mondiali 2026                                                 | -                                                                   | 61’                                                                 |
| 6-9-2024                                                            | Bamako                                                              | Mali                                                                | 1 – 1                                                               | Mozambico                                                           | Qual. Coppa d'Africa 2025                                           | -                                                                   |                                                                     |
| 10-9-2024                                                           | Mbombela                                                            | eSwatini                                                            | 0 – 1                                                               | Mali                                                                | Qual. Coppa d'Africa 2025                                           | -                                                                   |                                                                     |
| 11-10-2024                                                          | Bamako                                                              | Mali                                                                | 1 – 0                                                               | Guinea-Bissau                                                       | Qual. Coppa d'Africa 2025                                           | -                                                                   |                                                                     |
| 15-10-2024                                                          | Bissau                                                              | Guinea-Bissau                                                       | 0 – 0                                                               | Mali                                                                | Qual. Coppa d'Africa 2025                                           | -                                                                   |                                                                     |
| 15-11-2024                                                          | Maputo                                                              | Mozambico                                                           | 0 – 1                                                               | Mali                                                                | Qual. Coppa d'Africa 2025                                           | -                                                                   |                                                                     |
| 19-11-2024                                                          | Bamako                                                              | Mali                                                                | 6 – 0                                                               | eSwatini                                                            | Qual. Coppa d'Africa 2025                                           | -                                                                   | 63’                                                                 |
| Totale                                                              |                                                                     | Presenze                                                            | 45                                                                  |                                                                     | Reti                                                                | 1                                                                   |                                                                     |

## Palmarès

### Club

#### Competizioni nazionali
- Ligue 2: 1

Metz: 2018-2019